# Alexandru Moldovan (1869-1937)
Alexandru Moldovan (n. 1869, Lăureni, Comitatul Mureș-Turda, Regatul Ungariei – d. 1 martie 1937, Lăureni, Mureș, România) a fost un deputat în Marea Adunare Națională de la Alba Iulia, organismul legislativ reprezentativ al „tuturor românilor din Transilvania, Banat și Țara Ungurească”, cel care a adoptat hotărârea privind Unirea Transilvaniei cu România, la 1 decembrie 1918.

## Biografie și activitatea politică
Alexandru Moldovan a fost agricultor. La 8 decembrie 1918 a contribuit la constituirea Consiliului Național Român Miercurea Nirajului. A fost membru în comisia administrativă a județului Mureș-Turda. A decedat la Lăureni, în anul 1937.